# Alimentador Belaúnde (Metropolitano)
El servicio AN-07 o alimentador Belaunde del Metropolitano conecta el terminal Naranjal con los distritos de Independencia y Comas. Recorriendo gran parte de la Avenida Víctor Andrés Belaúnde Este.

## Características

### Horarios
| Servicio Alimentador | Servicio Alimentador | Lunes a viernes | Lunes a viernes | Sábado        | Sábado        | Domingo       | Domingo       |
| Servicio Alimentador | Servicio Alimentador | De ida          | De vuelta       | De ida        | De vuelta     | Domingo       | Domingo       |
| Servicio Alimentador | Servicio Alimentador | De ida          | De vuelta       | De ida        | De vuelta     | De ida        | De vuelta     |
| -------------------- | -------------------- | --------------- | --------------- | ------------- | ------------- | ------------- | ------------- |
| Regular              | Regular              | 09:00 - 17:00   | 09:00 - 17:00   | 05:30 - 00:00 | 05:00 - 23:30 | 05:00 - 23:00 | 05:00 - 22:30 |
| Regular              | Regular              | 21:00 - 00:00   | 21:00 - 23:30   | 05:30 - 00:00 | 05:00 - 23:30 | 05:00 - 23:00 | 05:00 - 22:30 |
| Expreso              | Mañana               | 05:30 - 09:00   | 05:00 - 09:00   | Sin Servicio  | Sin Servicio  | Sin Servicio  | Sin Servicio  |
| Expreso              | Noche                | 17:00 - 21:00   | 17:00 - 21:00   | Sin Servicio  | Sin Servicio  | Sin Servicio  | Sin Servicio  |

### Tarifa
| Usuarios    | Regular | Expreso |
| ----------- | ------- | ------- |
| General     | S/ 1.50 | S/ 1.00 |
| Estudiantes | S/ 0.75 | S/ 0.50 |
| CONADIS     | Gratis  | Gratis  |

## Recorrido
| Ida Belaunde    | Estación Naranjal Embarque 13- Av. Túpac Amaru - Av. Víctor A. Belaúnde - Calle Huáscar - Av. 3 de octubre - Calle Talara. |
| Vuelta Naranjal | Av. Víctor A. Belaúnde - Av. Túpac Amaru - Estación Naranjal Embarque 13.                                                  |

## Paraderos
Los paraderos varían según el horario y el servicio Alimentador que esté en operación. 
| N° | Paradero                        | Común con   |
| -- | ------------------------------- | ----------- |
| 1  | Terminal Naranjal (embarque 13) |             |
| 2  | La Merced                       | AN-06       |
| 3  | Politécnico                     | AN-06 AN-08 |
| 4  | Cueto Fernandini                | AN-06 AN-08 |
| 5  | Correo                          | AN-06       |
| 6  | España                          | AN-06       |
| 7  | Colegio Israel                  | AN-08       |
| 8  | Banco de La Nación              | AN-08       |
| 9  | Belaunde                        | AN-08       |
| 10 | Cipreses                        |             |
| 11 | San Martín                      |             |
| 12 | 1 de Mayo                       |             |
| 13 | Larco Herrera                   |             |
| 14 | San Pablo                       |             |
| 15 | Huáscar                         |             |
| 16 | 3 de Octubre                    |             |

| N° | Paradero                        | Común con   |
| -- | ------------------------------- | ----------- |
| 1  | 3 de Octubre                    |             |
| 2  | Talara                          |             |
| 3  | Carabayllo                      |             |
| 4  | San Pablo                       |             |
| 5  | Larco Herrera                   |             |
| 6  | 1 de Mayo                       |             |
| 7  | San Martín                      |             |
| 8  | Cipreses                        |             |
| 9  | Belaunde                        |             |
| 10 | Banco de La Nación              | AN-08       |
| 11 | Puno                            | AN-08       |
| 12 | España                          | AN-06       |
| 13 | Correo                          | AN-06       |
| 14 | Mega 80                         | AN-06 AN-08 |
| 15 | Politécnico                     | AN-06 AN-08 |
| 16 | La Merced                       | AN-06       |
| 17 | Terminal Naranjal (embarque 13) |             |

| N° | Paradero                        | Común con   |
| -- | ------------------------------- | ----------- |
| 1  | Terminal Naranjal (embarque 13) |             |
| 2  | Politécnico                     | AN-06 AN-08 |
| 3  | Correo                          | AN-06       |
| 4  | Colegio Israel                  | AN-08       |
| 5  | Belaunde                        | AN-08       |
| 6  | San Martín                      |             |
| 7  | Larco Herrera                   |             |
| 8  | Huáscar                         |             |
| 9  | 3 de Octubre                    |             |

| N° | Paradero                        | Común con   |
| -- | ------------------------------- | ----------- |
| 1  | 3 de Octubre                    |             |
| 2  | Talara                          |             |
| 3  | Carabayllo                      |             |
| 4  | San Pablo                       |             |
| 5  | Larco Herrera                   |             |
| 6  | 1 de Mayo                       |             |
| 7  | San Martín                      |             |
| 8  | Cipreses                        |             |
| 9  | Belaunde                        | AN-08       |
| 10 | Banco de La Nación              | AN-08       |
| 11 | Puno                            | AN-08       |
| 12 | Correo                          | AN-06       |
| 13 | Politécnico                     | AN-06 AN-08 |
| 14 | La Merced                       | AN-06       |
| 15 | Terminal Naranjal (embarque 13) |             |

| N° | Paradero                        | Común con   |
| -- | ------------------------------- | ----------- |
| 1  | Terminal Naranjal (embarque 13) |             |
| 2  | La Merced                       | AN-06       |
| 3  | Politécnico                     | AN-06 AN-08 |
| 4  | Correo                          | AN-06       |
| 5  | Colegio Israel                  | AN-08       |
| 6  | Banco de La Nación              | AN-08       |
| 7  | Belaunde                        | AN-08       |
| 8  | Cipreses                        |             |
| 9  | San Martín                      |             |
| 10 | 1 de Mayo                       |             |
| 11 | Larco Herrera                   |             |
| 12 | San Pablo                       |             |
| 13 | Huáscar                         |             |
| 14 | 3 de Octubre                    |             |

| N° | Paradero                        | Común con   |
| -- | ------------------------------- | ----------- |
| 1  | 3 de Octubre                    |             |
| 2  | Talara                          |             |
| 3  | Carabayllo                      |             |
| 4  | Larco Herrera                   |             |
| 5  | San Martín                      |             |
| 6  | Belaunde                        | AN-08       |
| 7  | Puno                            | AN-08       |
| 8  | Correo                          | AN-06       |
| 9  | Politécnico                     | AN-06 AN-08 |
| 10 | Terminal Naranjal (embarque 13) |             |